# Neobrettus
Genre
Neobrettus est un genre d'araignées aranéomorphes de la famille des Salticidae.

## Distribution
Les espèces de ce genre se rencontrent en Asie du Sud-Est, en Asie du Sud et en Chine.

## Liste des espèces
Selon World Spider Catalog (version 24.5, 15/10/2023) :
- Neobrettus cornutus Deeleman-Reinhold & Floren, 2003
- Neobrettus nangalisagus Barrion, 2001
- Neobrettus phui Żabka, 1985
- Neobrettus tibialis (Prószyński, 1978)
- Neobrettus xanthophyllum Deeleman-Reinhold & Floren, 2003

## Systématique et taxinomie
Ce genre a été décrit par Wanless en 1984 dans les Salticidae.

## Publication originale
- Wanless, 1984 : « A review of the spider subfamily Spartaeinae nom. n. (Araneae: Salticidae) with descriptions of six new genera. » Bulletin of the British Museum (Natural History) Zoology, vol. 46, no 2, p. 135-205 (texte intégral)